# Izgubljeni svijet: Jurski park
Izgubljeni svijet: Jurski park (u Hrvatskoj preveden i kao Izgubljeni svijet: Jurassic Park; eng. The Lost World: Jurassic Park) američki je znanstveno-fantastični avanturistički film iz 1997. godine, ujedno i drugi nastavak filmskog serijala o Jurskom parku. Kao direktan nastavak prvog filma iz 1993. godine Izgubljeni svijet režirao je Steven Spielberg, a napisao David Koepp. Priča filma djelomično se temelji na romanu Izgubljeni svijet iz 1995. godine autora Michaela Crichtona. Film su producirali Gerald R. Molen i Colin Wilson. Glumac Jeff Goldblum u ovom je filmu ponovio ulogu ekscentričnog matematičara Iana Malcolma iz prvog nastavka serijala, a u ostalim ulogama su mu se pridružili Julianne Moore, Pete Postlethwaite, Vince Vaughn, Vanessa Lee Chester i Arliss Howard. Goldblum je jedini glumac iz prethodnog filma koji se ovdje pojavljuje u većoj ulozi. U cameo ulogama pojavljuju se Richard Attenborough kao John Hammond te nakratko Joseph Mazzello i Ariana Richards kao Hammondovi unuci Tim i Lex.
Priča filma odvija se četiri godine nakon događaja prikazanih u prethodnom nastavku, a smještena je na Islu Sornu, izmišljenu napuštenu otok koji se nalazi na pacifičkom dijelu obale Srednje Amerike u blizini Kostarike, a gdje genetski modificirani dinosauri koje je stvorila Hammondova kompanija InGen slobodno žive u vlastitom ekosustavu. Saznavši da njegov nećak koji je u međuvremenu preuzeo kontrolu nad kompanijom InGen namjerava uhvatiti nekoliko dinosaura na Isla Sorni i dovesti ih na kopno, Hammond na otok šalje ekspediciju predvođenu doktorom Ianom Malcolmom kako bi preduhitrili InGenove plaćenike. Dvije grupe prvo će se sukobiti, ali onda biti prisiljeni udružiti snage ne bi li pokušali pobjeći od puno veće opasnosti koja im prijeti.
Nakon velikog uspjeha prve knjige i filma, autor Crichton na zahtjev mnogobrojnih obožavatelja napisao je nastavak. Knjiga je izdana 1995. godine, a odmah potom započela je produkcija na filmskom nastavku. Snimanje filma odvijalo se u razdoblju od rujna do prosinca 1996. godine, većinom u Kaliforniji, premda su određeni dijelovi filma snimani i u Kauaiju (država Havaji) gdje je sniman i prethodni nastavak. Radnja Izgubljenog svijeta, kao i izgled samoga filma, puno su mračniji od prethodnika, a povećana je i upotreba računalno generiranih efekata, a to se posebno odnosi na prikaz dinosaura. Film Izgubljeni svijet dobio je pomiješane kritike filmske struke, a na svjetskim kino blagajnama utržio je 618 milijuna dolara. Nastavak, jednostavno naslovljen Jurski park III, u kino distribuciju krenuo je 18. srpnja 2001. godine.

## Radnja
Na Isla Sorni, otoku koji se nalazi u blizini obale Kostarike, mlada djevojka Cathy Bowman tijekom obiteljskog odmora lunja okolo i ostaje živa nakon napada skupine kompsognatusa. Njezini roditelji ulože tužbu protiv kompanije InGen na čijem je čelu nećak Johna Hammonda, Peter Ludlow, a koji planira iskoristiti otok Islu Sornu kako bi nadomjestio financijski gubitak nastao nakon incidenta u Jurskom parku četiri godine ranije. Matematičar dr. Ian Malcolm dolazi na veliko obiteljsko imanje i sastane se s Hammondom. On mu objašnjava da je Isla Sorna otok na kojem je kompanija InGen kreirala dinosaure prije nego što ih je premjestila u Jurski park na otok Isla Nublar. Hammond se nada da će zaustaviti planove InGena na način da pošalje ekipu na Islu Sornu koja bi trebala dokumentirati trenutačni život tamošnjih dinosaura i tako stvoriti javno mnijenje koje će se protiviti uplitanju čovjeka u život na otoku. Ian, koji je jedva preživio katastrofu Jurskog parka, isprva odbija zadatak, ali nakon što sazna da je na otok već otišla njegova djevojka, paleontologinja dr. Sarah Harding, pristaje otići; međutim ne kao dio ekipe znanstvenika i istraživača, već isključivo kao dio spasilačke službe.
Ian uskoro upoznaje ostale članove ekipe - Eddieja Carra (inženjera i stručnjaka za opremu) i Nicka Van Owena (aktivista i video dokumentarista). Nakon dolaska na otok, njih trojica vrlo brzo pronalaze Saru, ali otkrivaju da je Ianova kćerka, Kelly, kriomice također stigla na otok. Njih petero uskoro ugledaju ekipu kompanije InGen, a koja se sastoji od plaćenika, lovaca, paleontologa i samog Ludlowa. Svi oni na otok dolaze s ciljem zarobljavanja nekoliko različitih vrsta  dinosaura. U međuvremenu, vođa ekipe Roland Tembo, veliki lovac, nada se uhvatiti muškog Tiranosaurusa na način da ga namami plačem ozlijeđenog mladunčeta tiranosaurusa. Te večeri, Ianova ekipa kriomice ulazi u kamp InGena te saznaje da će zarobljeni  dinosauri biti prevezeni u novi tematski park u San Diegu. To saznanje nagna Nicka i Saru da oslobode zatočene dinosaure, nakon čijeg stampeda kamp biva uništen.
Nick također oslobađa i mladunče tiranosaurusa te ga odnosi do kamp prikolice kako bi mu pokušao izliječiti slomljenu nogu. Nakon što Kelly ode na sigurno s Eddiejem, Ian shvaća da roditelji malog tiranosaurusa traže svoju bebu i trči do kamp prikolice. Čim tamo dođe, dva velika tiranosaurusa napadaju prikolicu. Iako Eddie, Sarah i Ian puštaju mladunče T-Rexa da ode svojim roditeljima, oni svejedno nastavljaju svoj napad i guraju prikolicu do ruba litice. Eddie pristiže u pomoć, ali nakon što pokuša sa svojim džipom povući prikolicu da ne padne niz provaliju, dva tiranosaurusa se vraćaju i živog ga rastrgaju. Prikolica pada niz liticu, ali Iana, Saru i Nicka spašava ekipa InGena skupa s Kelly. Kako je komunikacijska oprema obje skupine u potpunosti uništena, dva tabora primorana su početi raditi zajedno i pješke pokušati doći do radijske stanice InGena koja se nalazi u napuštenom selu. U međuvremenu Dieter, član InGenove lovačke skupine, biva ubijen od strane kompsognatusa.
Sljedeće večeri dva odrasla tiranosaurusa pronalaze kamp u kojem su smješteni ljudi, nakon što su pratili miris krvi svog malog mladunčeta na jakni od Sarah. Ženka T-Rexa progoni skupinu do vodopada te proždire člana ekipe i stručnjaka za  dinosaure, dr. Roberta Burkea, dok istovremeno Roland uspijeva uhvatiti mužjaka T-Rexa. Većina ostatka ekipe InGena pogiba nakon napada velociraptora dok pokušavaju pobjeći kroz visoku travu. Nick pronalazi komunikacijski centar i zove pomoć. Nakon što Ian, Sarah i Kelly dođu do napuštenog sela na otoku (bivše InGenove stanice), uspijevaju izbjeći napade raptora i pobjeći helikopterom koji ih odvozi s otoka.
Transportni brod prebacuje mužjaka tiranosaurusa u San Diego, ali prilikom dolaska u luku brod ne staje i dolazi do sudara; kompletna posada broda je mrtva. Čuvar otvara teretna vrata broda što za posljedicu ima puštanje tiranosaurusa koji bježi u grad nakon čega slijedi njegov razarački pohod. Ian i Sarah uspiju doći do mladunčeta tiranosaurusa iz još uvijek nezavršenog novog Jurskog parka kompanije InGen u San Diegu kako bi ponovno namamili mužjaka do broda. Ludlow se umiješa u cijelu priču, ali ostaje zarobljen u spremištu gdje ga mladunče tiranosaurusa proždere. Prije nego odrasli mužjak ponovno uspije pobjeći, Sarah u njega ispaljuje strelicu koja sadržava sredstvo za smirenje, a Ian istovremeno zatvara teretna vrata. Dva tiranosaurusa vraćaju se natrag na otok Isla Sorna, a Hammond putem televizijskog intervjua objašnjava da su se američke i kostarikanske vlasti složile da otok proglase prirodnim rezervatom na taj ga način osiguravši od bilo kakvog uplitanja čovjeka uz riječi da će "život pronaći put".

## Glumačka postava
- Jeff Goldblum kao dr. Ian Malcolm, matematičar i jedini preživjeli u većoj ulozi u nastavku filma iz 1993. godine.
- Julianne Moore kao dr. Sarah Harding, paleontologica i Ianova djevojka.
- Pete Postlethwaite kao Roland Tembo, veliki lovac iz Kenije i vođa InGenove ekipe.
- Arliss Howard kao Peter Ludlow, trenutačni generalni direktor kompanije InGen i Hammondov pohlepni nećak. On je ujedno i glavni antagonist u filmu.
- Richard Attenborough kao John Hammond, bivši generalni direktor kompanije InGen i prvi vizionar Jurskog parka.
- Vince Vaughn kao Nick Van Owen, iskusni dokumentarist i borac za zaštitu okoliša.
- Vanessa Lee Chester kao Kelly Curtis, tinejdžerica ujedno i Ianova kćerka iz njegove bivše propale veze.
- Peter Stormare kao Dieter Stark, visoko-pozicionirani član InGenove ekipe, jedan od rijetkih na koje se Roland Tembo može osloniti.
- Harvey Jason kao Ajay Sidhu, Rolandov odan i dugogodišnji najbolji prijatelj i lovački partner iz Indije.
- Richard Schiff kao Eddie Carr, plahi stručnjak za terensku opremu.
- Thomas F. Duffy kao dr. Robert Burke, stručnjak za  dinosaure u InGenovoj ekipi.
- Joseph Mazzello kao Tim Murphy, mlađi brat od Lex koji se s njom nalazio na otoku Isla Nublar.
- Ariana Richards kao Lex Murphy, unuka Johna Hammonda i jedna od preživjelih nakon katastrofe Jurskog parka.
- Camilla Belle kao Cathy Bowman, djevojčica s početka filma koju napadne skupina kompsognatusa.
- Robin Sachs kao Paul Bowman, otac djevojčice Cathy Bowman.

### Životinje u filmu
Premda je u filmu Jurski park dinosaure fizički izradila ekipa Stana Winstona, u filmu Izgubljeni svijet naglasak je uglavnom stavljen na kompjuterski generirane snimke u produkciji kompanije Industrial Light & Magic. Zbog toga je u filmu prisutan puno veći broj širokih kadrova kako bi se dalo što više mjesta digitalnim stručnjacima koji su kasnije dodavali likove  dinosaura. Premda tehnologija nije toliko uznapredovala u razdoblju između prvog i drugog filma, Spielberg je istaknuo da je uznapredovala "kvaliteta rada ljudi koji se bave tim poslom": "Puno veća pozornost pridaje se detaljima, osvjetljenje je bolje, tonalitet mišića i pokreta životinja su bolje izraženi. Kada dinosaur prebacuje težinu svoga tijela s lijeva na desno, njegovo kretanje puno je glađe, fiziološki točnije".
Winston je nadodao: "Želio sam pokazati svijetu sve ono što nisu vidjeli u Jurskom parku: više  dinosaura i više akcije s njima. Naš moto za ovaj film bio je: 'Više, veće, bolje'". Određeni fizički dizajni životinja koštali su jedan milijun dolara i težili preko 17 kilograma. Nadzornik za specijalne efekte Michael Lantieri je nadodao: "Veliki robot T-Rexa bio je masivan i iznimno snažan kada se pomicao s desne na lijevu stranu. Kada bi nekoga s njim udario, definitivno bi ga ubio. Tako da smo, na neki način, tretirali  dinosaure kao prave, opasne životinje".
- Kompsognatusi - ekipa Stana Winstona dala im je nadimke "Compies", a radi se o malim mesožderima koji napadaju u čoporu. Nadzornik za specijalne efekte Dennis Muren smatrao ih je najkompleksnijim od svih ostalih digitalno generiranih  dinosaura upravo zbog njihove male veličine. U uvodnoj sceni filma korištena je lutka, a u dijelu filma u kojem čopor napada i ubija Dietera Starka, glumac Peter Stormare je nosio jaknu na kojoj je bilo priljepljeno nekoliko gumenih igračaka u obliku kompsognatusa.
- Gallimimus - prikazani u dijelu filma dok bježe od lovaca ekipe InGen.
- Mamenchisaurus - prikazani u maloj cameo ulozi kada Ianova ekipa slijeće na otok.
- Pachycephalosaurus - prikazani u dijelu filma dok ih ekipa InGena pokušava uloviti.
- Parasaurolophus - prikazani u dijelu filma dok ih ekipa InGena pokušava uloviti.
- Stegosaurus - prema Spielbergu ova vrsta  dinosaura u film je ubačena zbog "velike potražnje". Ekipa Stana Winstona u stvarnoj veličini je izradila mladunče i odrasle stegosauruse, ali Spielberg se na kraju odlučio za opciju njihovih digitalnih verzija zbog toga što su tada bili puno više pokretljivi.
- Triceratops - prikazan u dijelu filma dok ga ekipa InGena pokušava uloviti.
- Tiranosaur - u filmu su ovi dinosauri prikazani kao cijela obitelj uz dvoje odraslih dinosaura i njihovo mladunče. Rad s dva odrasla T-Rexa zahtijevao je duplo više radnika, a oko velikih lutaka postavljena su dva seta kako se iste ne bi trebale prebacivati na druge lokacije. Mladunče T-Rexa izrađeno je u dvije verzije - jednu su glumci mogli držati u rukama i upravljati njome daljinskim, a druga je bila hibrid između hidraulike i kablova, a koja je poslužila za scenu kada Nick drži glavu mladunčetu dok mu Sarah pomaže izliječiti ozlijeđenu nogu.
- Velociraptor - u filmu se pojavljuje u dvije verzije: jedna je mehanička u kojoj je vidljiv samo gornji dio tijela, a druga je u potpunosti digitalna.[3]
- Pteranodon - nakratko prikazan na samom kraju filma.

## Produkcija

### Pretprodukcija
Nakon što je 1990. godine napisao i izdao prvu knjigu, Jurski park, Michael Crichton se našao pod pritiskom obožavatelja da napiše i njezin nastavak. Budući da nikad do tada u karijeri nije pisao nastavak nekog svog djela, Crichton je ideju u početku odbio. Tijekom snimanja filmske adaptacije knjige, Jurski park, redatelj Steven Spielberg vjerovao je da bi se radnja eventualnog nastavka vjerojatno vrtila oko pronalaska izgubljene boce koja je sadržavala DNK dinosaura. Razgovori u vezi potencijalnog filmskog nastavka započeli su odmah nakon početka kino distribucije filma Jurski park 1993. godine, a koji je postigao izniman financijski uspjeh. Spielberg je razgovarao s Davidom Koeppom i Crichtonom (obojica su napisali scenarij za Jurski park) u vezi mogućih ideja za nastavak. Produkcijski plan za drugi nastavak filma ovisio je o tome hoće li Crichton napisati novi roman.
U ožujku 1994. godine Crichton je objavio da će vjerojatno napisati nastavak uz izjavu da već ima ideju za priču koja će potom biti adaptirana u film. U to vrijeme redatelj Spielberg još uvijek nije obznanio hoće li on biti taj koji će režirati filmski nastavak budući je želio uzeti godinu dana odmora od režije. U ožujku 1995. godine Crichton je objavio da se nalazi pred završetkom pisanja romana koji bi se na policama knjižara trebao naći u drugoj polovici godine, premda je odbio reći o čemu se u romanu radi. U vrijeme objave, Spielberg je potpisao produkciju filmske adaptacije romana za koju je snimanje bilo predviđeno u ljeto 1996. godine, a kino distribucija tijekom 1997. godine. Spielberg, koji je u to vrijeme bio zauzet pokretanjem novog holivudskog studija DreamWorks, još uvijek nije odlučio hoće li režirati film uz izjavu: "Volio bih ga režirati, ali morat ću vidjeti. Moj život se trenutno jako mijenja". Joe Johnston, koji se ponudio režirati film, kasnije će režirati treći nastavak serijala - Jurski park III.
U proljeće 1995. godine, dok je Crichton završavao roman naslova Izgubljeni svijet, formiran je produkcijski tim; simultano Spielberg i Koepp su radili na idejama za filmski scenarij. Crichtonov roman je objavljen u rujnu 1995. godine, a Spielberg je u studenom iste godine konačno objavio da će on biti taj koji će režirati nastavak. Scenograf Rick Carter otputovao je na Karibe, Novi Zeland i Središnju Ameriku kako bi istražio moguće lokacije za snimanje filma. Do veljače 1996. godine, sjeverni dio Novog Zelanda izabran je za lokaciju snimanja umjesto Kauaija (država Havaji) gdje je snimljen prethodni nastavak budući je ekipa filma željela snimiti film na novim lokacijama koje neće biti prepoznate iz prethodog. Novi Zeland je također izabran i zbog toga što se vjerovalo da bolje predstavlja prirodni okoliš za  dinosaure. Crichton je, s druge strane, želio da film bude sniman u Kauaiju.
U kolovozu 1996. godine objavljeno je da će okrug Humboldt (država Kalifornija) biti glavna lokacija na kojoj će se snimati film, a ne Novi Zeland gdje bi snimanje bilo preskupo. Okrug Humboldt je izabran zbog smanjenja financijskih troškova produkcije filma. Ostale lokacije za snimanje filma o kojima se razgovaralo su bile Kostarika i država Oregon. Filmske lokacije u okrugu Humboldt uključivale su šume u gradu Eureka (država Kalifornija). Ta lokacija izabrana je zbog toga što je istraživanje pokazalo veću mogućnost da su dinosauri obitavali tamo nego u tropskim predjelima.

### Scenarij
Radnja romana Izgubljeni svijet autora Michaela Crichtona vrtila se oko drugog otoka s  dinosaurima i nije spominjala bocu s njihovom DNK (priča s bocom kasnije će biti upotrebljena kao radnja jedne od prvih verzija scenarija za film Jurski park IV). Nakon završetka rada na romanu, Crichtona nitko nije konzultirao u vezi filmskog nastavka i tek kad je on odbio odobriti prava na filmski promo materijal poslan mu je scenarij filma. Jedna od izvršnih producentica filma, Kathleen Kennedy (koja je prethodno producirala film Jurski park) izjavila je: "Na jednak način na koji Michael ne želi na pisanje romana gledati kao na suradnju, Steven je odlučio snimiti vlastiti film. Kada je Michael predao svoj roman Stevenu, odmah je znao da tu njegov posao završava".
Spielberg i Koepp su odustali od mnogobrojnih scena i ideja predstavljenih u romanu te odlučili ispričati novu priču uz korištenje tek dvaju ideja iz romana koje su se Spielbergu sviđale: drugi otok nastanjen  dinosaurima te scenu u kojoj kamp prikolica visi s litice nakon napada tiranosaura. Kako bi se pripremio za pisanje scenarija, Spielberg je puno više inzistirao da Koepp pogleda film Izgubljeni svijet iz 1925. godine nego da pročita Crichtonov roman; ta ideja se i samom Koeppu više svidjela.
Tijekom jednog od ranijih sastanaka s Koeppom, Spielberg je odlučio da bi za razliku od prvog filma u kojem se sukobljavaju  dinosauri biljožderi i  dinosauri mesožderi scenarij za nastavak trebao uključivati sukob ljudi koji su "sakupljači" (promatrači  dinosaura) i "lovci" (oni koji zarobljavaju  dinosaure za zoološke vrtove). Koepp je u jednom od intervjua izjavio da je radnja filma Hatari! iz 1962. godine (o ljudima koji love afričke životinje kako bi ih stavili u zoološke vrtove) imala "veliki utjecaj" na scenarij Izgubljenog svijeta. Koepp je likovima Rolandu Tembu i Nicku Van Owenu dao ta imena kao referenca na jednu od njegovih omiljenih pjesama "Roland the Headless Thompson Gunner" autora Warrena Zevona. Koepp je izjavio: "Budući da je u pjesmi Roland plaćenik, to je bilo idealno ime za unajmljenog lovca u filmu. A kada sam već počeo s tim, pomislio sam da bi bilo zabavno njegovom filmskom neprijatelju nadjenuti ime Van Owen, baš kao što je slučaj i u pjesmi".
Radnja Crichtonovog romana vrti se oko Malcolmove ekipe i ekipe Biosyna (korporativnog protivnika kompanije InGen), a koja je u filmu promijenjena u dvije ekipe iz InGena. Nekoliko likova iz romana izbačeni su iz filmske adaptacije, poput Lewisa Dodgsona (vođe ekipe Biosyna) te inženjera i stručnjaka za opremu Doca Thornea, a čije su određene karakteristike vidljive u liku Eddieja u filmu. Spielberg je zažalio što je iz filma izbacio scenu koja uključuje likove koji motorima pokušavaju pobjeći od napada velociraptora, a koja se nalazi u romanu. Alternativna verzija scene kasnije je upotrebljena u filmu Jurski svijet iz 2015. godine.
Dieterova smrt u filmu Izgubljeni svijet inspirirana je smrću Johna Hammonda iz prvog romana u kojem ga ubija procompsognathus. Uvodna scena filma također je inspirirana jednim od prvih poglavlja prvog romana, a koja je u konačnici izbačena iz filmske verzije, a uključuje djevojku koju na obali ugrize procompsognathus. Prvi roman također je uključivao scenu u kojoj se nekoliko likova skriva od tiranosaura iza vodopada; ova scena izbačena je iz prvog filma, ali se nalazi u njegovom nastavku. Prema izjavi paleontologa Jacka Hornera, tehničkog savjetnika na filmu, dio scene s vodopadom napisan je kao Spielbergova osobna usluga. Naime, lik iz filma Burke uvelike sliči Hornerovom rivalu Robertu Bakkeru. U pravom životu, Bakker tvrdi da je tiranosaur predator, dok Horner tvrdi da je T-Rex prvenstveno strvožder. Spielberg je naredio da u scenariju tiranosaur ubije Burkea kao osobna usluga Horneru. Nakon što je film započeo s kino distribucijom, Bakker, koji se prepoznao u liku Burkea i koji mu se svidio, poslao je Horneru poruku i istaknuo: "Vidiš, rekao sam ti da je T-Rex lovac!"
U originalnom scenariju film je trebao završiti kratkom bitkom u zraku tijekom koje pteranodon napada helikopter koji pokušava pobjeći s otoka Isla Sorna. Tri tjedna prije početka snimanja, Spielberg je predložio da umjesto toga T-Rex završi u San Diegu budući je bio zainteresiran snimati napad dinosaura na kopnu. Spielberg je u originalu želio tu scenu ostaviti za treći film, ali kasnije ju je odlučio ipak staviti u ovaj budući je shvatio da više neće režirati filmove iz serijala. Cijela sekvenca inspirirana je napadom Brontosaurusa u Londonu u filmu Izgubljeni svijet iz 1925. godine, a koji je temeljen na istoimenom romanu Sir Arthura Conana Doylea (i knjiga i film inspirirali su naslov Crichtonovog romana). U konačnici je Koepp napisao devet različitih verzija scenarija za film Izgubljeni svijet.

### Dodjela uloga
U studenom 1994. godine Richard Attenborough je izjavio da će ponovno tumačiti ulogu Johna Hammonda iz prethodnog nastavka. Sljedeće godine Spielberg je upoznao Vanessu Lee Chester na premijeri filma Mala princeza u kojoj je ova odigrala jednu od glavnih uloga. Chester se u jednom intervjuu kasnije prisjetila: Dok sam mu potpisivala autogram, rekao mi je da će me jednoga dana staviti u svoj film. Spielberg se susreo s Chestericom godinu dana poslije da razgovaraju o njezinoj potencijalnoj ulozi u filmu Izgubljeni svijet, a u konačnici ona je dobila ulogu Malcolmove kćerke Kelly. U travnju 1996. godine Julianne Moore nalazila se u pregovorima za nastup u filmu s Jeffom Goldblumom. Spielberg se divio ulozi glumice Moore u filmu Bjegunac. U lipnju iste godine Peter Stormare se pridružio glumačkoj ekipi. U kolovozu je objavljeno da će Vince Vaughn također biti sastavni dio glumačke postave. Spielbergu se jako svidio njegov nastup u filmu Svingeri kojeg je pogledao nakon što je ekipa koja je snimila taj film od njega tražila dozvolu za upotrebu glazbe iz njegovog ranijeg filma Ralje.

### Snimanje
Snimanje filma započelo je 5. rujna 1996. godine u kanjonu Fern (dijelu državnog parka Prairie Creek Redwoods u Kaliforniji). Snimanje se u drugim državnim parkovima nastavilo sljedeća dva tjedna, a uključivalo je i snimanje na privatnom posjedu u sjevernoj Kaliforniji (uključujući i grad Eureku). Tijekom jeseni 1996. godine, film se snimao u Universalovim studijima u Hollywoodu. U jednom od studija izgrađeno je i radničko selo Lokacija B koje je ostavljeno netaknutim za potrebe turističkih tura kasnijeg tematskog parka. Za scenu čija radnja sadržava kamp prikolicu koja opasno visi s litice izgrađena je kompletna planinska struktura unutar Universalovog auto parka.
U listopadu 1996. godine objavljeno je da će se tijekom mjeseca prosinca film snimati punih pet dana u nacionalnom parku Fiordland u Novom Zelandu, a sve za potrebe snimanja uvodne sekvence filma. Scene koje uključuju veliko Hammondovo imanje snimljene su posljednjeg tjedna produkcije u školi za seniore Mayfield u Pasadeni (država Kalifornija). U Pasadeni je također snimljena i scena u kojoj lik Vaughna izlazi iz jezera.
Ipak, početkom prosinca 1996. godine naglo su otkazani planovi za snimanje filma u Fiordlandu. Snimanje je završilo prije predviđenog, 11. prosinca 1996. godine. Međutim, sredinom mjeseca prosinca odobreni su planovi za snimanje uvodne sekvence na plaži u gradu Kauai, a sve nakon otkazivanja snimanja na Novom Zelandu. Snimanje u Kauaiju započelo je 20. prosinca 1996. godine i trajalo je dva dana. Premda je Spielberg bio prisutan cijelo vrijeme u gradu i premda je posjetio samo mjesto produkcije, uvodnu sekvencu je zapravo snimila pomoćna filmska ekipa. Snimanje filma Izgubljeni svijet koštalo je sveukupno 73 milijuna dolara.
Premda se u filmu divljanje T-Rexa odvija u San Diegu, samo je jedna scena uistinu snimljena u tom gradu i to ona kada helikopter kompanije InGen nadlijeće pristanište i kreće se prema gradu. Ostale sekvence su snimljene u Burbanku (država Kalifornija). Scene čija se radnja odvija u San Diegu cijelo su vrijeme snimane u tajnosti, iza postavljenih barikada za koje je Spielberg kasnije izjavio: Činilo se kao da se radi o radovima na cesti. Razni članovi filmske ekipe pojavljuju se kao statisti u filmu uključujući i scenarista Davida Koeppa koji glumi nesretnog jadnika kojeg rastrga dinosaur.
Inspirirani načinom na koji je automobil Ford Explorer iskorišten u filmu Jurski park, kompanija Mercedes-Benz potpisala je ugovor da u filmu budu zastupljena njihova prva sportska vozila M320. Spielberg glumcima nije dozvoljavao probe prije snimanja uz izjavu: "Kada snimate ovakvu vrstu filma, želite uhvatiti glumce dok po prvi puta izgovaraju riječi, dok po prvi puta gledaju jedni drugima u oči, a to je magija koju možete postići jedino prilikom prvog ili drugog pokušaja". Glavni fotograf Janusz Kaminski, koji je sa Spielbergom radio na Schindlerovoj listi, pozvan je kako bi ovom filmu dao puno mračniji i više umjetnički izgled, a što je i uspio koristeći se "elegantnijim i bogatijim" pristupom fokusiranim na kontraste i sjene.

## Distribucija
Film Izgubljeni svijet: Jurski park svoju je svjetsku premijeru imao 19. svibnja 1997. godine u kinu Cineplex Odeon u Universal Cityju (država Kalifornija). Los Angeles Times premijeru je nazvao "suptilnom". Dana 23. svibnja iste godine film je krenuo u službenu kino distribuciju u SAD-u. Televizijska mreža Fox Network za televizijska prava na prikazivanje filma Izgubljeni svijet platila je 80 milijuna dolara, a film je svoju TV-premijeru imao 1. studenog 1998. godine. Televizijska verzija filma bila je duža zbog toga što su se u njoj nalazile izbačene scene iz kino verzije, među ostalima i ona Johna Hammonda s članovima uprave kompanije InGen.

### Marketing i promocija
Dana 10. veljače 1997. godine kompanija Universal objavila je da je u marketinšku kampanju uložila 250 milijuna dolara sa 70 promotivnih partnera. Marketinška kampanja bila je još veća i opširnija od one za Jurski park. Vodeći partneri filma bili su Burger King (čija se promocija podudarala s još jednom Universalovom franšizom o  dinosaurima - The Land Before Time), JVC i Mercedes-Benz (čiji su proizvodi prisutni u samom filmu) i Timberland Co. (što je označilo prvu marketinšku suradnju te tvrtke s nekim filmskim proizvodom). Još jedan partner bila je tadašnja sestrinska tvrtka kompanije Universal Tropicana Products. Ostali promotivni partneri uključivali su Hamburger Helper i Betty Crocker, a General Mills na police dućana stavio je posebno napravljene pahuljice Jurski park.Iz samog filma nastale su razne videoigre, uključujući fliper i arkadnu igru Sege te strip u četiri nastavka kojeg je izdao Topps Comics.
Ostali promotivni materijali iz filma uključivali su liniju igračaka akcijskih figurica kompanije Kenner, automobile na daljinsko upravljanje kompanije Tyco kao i društvenu igru kompanije Milton Bradley. Hershey je proizveo posebne čokoladice na čijim pakiranjima su se nalazili holografski dinosauri. Kompanija Universal nadala se da će promotivni profit nadmašiti jednu milijardu dolara.
U prosincu 1996. godine u četrdeset i dvije kino dvorane u SAD-u i Kanadi puštena je posebna verzija prve kino najave za film po cijeni od 14 tisuća dolara po kinu; kino najava uključivala je sinkronizaciju stropnih svjetala koja su "glumila" munje tijekom kišne scene. Prva službena kino najava filma na televiziji prikazana je 26. siječnja 1997. godine tijekom Super Bowla. Također je osmišljena i detaljna internetska stranica za film, a na kojoj su se mogle saznati sve informacije o likovima i događajima koje nisu prikazane u filmu. Nedugo nakon početka kino distribucije filma, hakeri su upali na web stranicu i nakratko promijenili logo filma na kojeg su umjesto T-Rexa stavili patku. Naslov filma također je promijenjen u The Duck World: Jurassic Pond (u slobodnom prijevodu Svijet patki: Jursko jezerce). Kompanija Universal nijekala je da je hakiranje stranice napravljeno u promotivne svrhe filma uz izjavu da su otkrili da je za napad odgovoran "16-godišnjak s istočne obale". Do siječnja 2018. godine stranica je još uvijek aktivna.

### Izdanja za kućno kino
Film je na VHS-u i laserskom disku u prodaju pušten 21. listopada 1997. godine. Prvo DVD izdanje filma u prodaji se našlo od 10. listopada 2000. godine, a također je izdana i kolekcija koja je sadržavala i prvi film. Kasnije je izdano i posebno Deluxe limitirano DVD izdanje koje je uz oba filma sadržavalo i oba soundtracka, fotografije te certifikat autentičnosti potpisan od strane trojice producenata. Nakon što je u kino distribuciju krenuo Jurski park III, dana 11. prosinca 2001. godine službeno je objavljena i trilogija na posebnom DVD izdanju, a od 29. studenog 2005. godine filmovi su ponovno izdani, ovaj put u kolekciji naziva Jurassic Park Adventure Pack. Film Izgubljeni svijet prvi puta je postao dostupan na Blu-ray izdanju od 25. listopada 2011. godine i to kao dio trilogije na Blu-rayu.

## Priznanja

### Zarada na kino blagajnama
Film Izgubljeni svijet u svom je prvom vikendu prikazivanja u SAD-u utržio 72,1 milijun dolara (odnosno 92,6 milijuna dolara ako se računa četverodnevno otvaranje koje uključuje i njihov nacionalni praznik Memorial Day), a što je u tom trenutku označilo najbolje vikend otvaranje nekog filma u povijesti kino distribucije (nadmašen je dotadašnji rekord od 52,8 milijuna dolara kojeg je držao film Batman zauvijek iz 1995. godine). Taj rekord film će držati sljedeće četiri i pol godine, odnosno sve do početka prikazivanja filma Harry Potter i Kamen mudraca u studenom 2001. godine. Izgubljeni svijet također je oborio rekord i po kino zaradi u jednom danu prikazivanja (26,1 milijun dolara dana 25. svibnja), a što je rekord kojeg je držao sve do početka prikazivanja filma Ratovi zvijezda - Epizoda I: Fantomska prijetnja iz 1999. godine. Također, to je postao prvi film koji je u najkraćem vremenskom roku prešao zaradu od 100 milijuna dolara za što mu je bilo potrebno samo šest dana. Međutim, unatoč svim postignutim rekordima, ukupna kino zarada filma nije se niti približila onoj prvog nastavka iz 1993. godine. U konačnici je Izgubljeni svijet utržio 229,1 milijun dolara u SAD-u odnosno dodatnih 389,5 milijuna dolara u ostatku svijeta čime njegova sveukupna kino zarada iznosi 618,6 milijuna dolara, a čime je postao drugim najgledanijim filmom 1997. godine, odmah iza hita Titanic. Procijenjeno je da je na području Sjeverne Amerike sveukupno prodano 49,9 milijuna kinoulaznica.

### Kritike
Na popularnoj internetskoj stranici koja se bavi prikupljanjem filmskih kritika, Rotten Tomatoes, film Izgubljeni svijet ima 53% pozitivnih ocjena temeljenih na 68 zaprimljenih tekstova uz prosječnu ocjenu 5.6/10. Zajedničko mišljenje kritičara te stranice glasi: "Film Izgubljeni svijet demonstrira koliko daleko je napredovala tehnologija kompjuterski generiranih efekata u samo četiri godine od Jurskog parka; nažalost, također dokazuje i to koliko je teško snimiti uistinu kvalitetan filmski nastavak". Na drugoj stranici koja se također bavi prikupljanjem filmskih kritika, Metacritic, film ima prosječnu ocjenu 59/100 temeljenu na 18 zaprimljenih tekstova.
Kritičar Roger Ebert koji je prvom filmu dao tri zvjezdice ovom je dao samo dvije uz opasku: "Moglo bi se reći da životinje prikazane u ovom filmu nadmašuju specijalne efekte pa imamo osjećaj da one zaista hodaju Zemljom, ali isti realizam nije postignut za ljudske likove koji su vezani za klišeizirani zaplet i formule akcijskih filmova". Gene Siskel iz Chicago Tribunea također je filmu dao dvije zvjezdice te nadodao: "Bio sam razočaran jednako kao i uzbuđen zbog toga što Izgubljenom svijetu nedostaje pečat Spielbergovih avanturističkih filmova: uzbudljivi likovi. Čak su i u prvom filmu dinosauri, a da ne govorim i ljudi, imali puno izraženije osobnosti nego ovdje. Osim nadmoćnih specijalnih efekata, Izgubljeni svijet doima se poput reciklaže". Za razliku od njih, Kevin Thomas iz Los Angeles Timesa osjetio je poboljšanje razvojem likova u odnosu na prvi film: "Činilo se kao velikom pogreškom što je već u prvoj polovici Jurskog parka njegov najzanimljiviji i briljantan lik teoretičara Iana Malcolma (Jeff Goldblum) doživio nesreću i slomio nogu tako da ga više od polovice filma nije niti bilo, ali nam Izgubljeni svijet vraća Malcolma i stavlja ga točno u središte radnje. Bilo je zadovoljstvo gledati kako se Goldblum i Attenborough umno nadmeću". Stephen Holden iz New York Timesa je napisao: "Dinosauri u ovom filmu su još više razvijeni kao likovi. Izgubljeni svijet za razliku od Jurskog parka daje čudovištima ljudske osobine na način na koji bi to shvatio i E.T.". Owen Gleiberman iz Entertainment Weeklyja dao je filmu ocjenu četiri uz opasku: "Gospodin T-Rex je bio cool u Spielbergovom prvom filmu, ali tek kada je stigao u San Diego, stvari su postale suludo cool"."
Spielberg je u jednom od kasnijih intervjua priznao da je još tijekom produkcije postao vrlo razočaran filmom uz izjavu: "Borio sam se sam sa sobom... Postajao sam sve nestrpljivijim... Čeznuo sam za tim da napravim kvalitetan karakteran film, jer sam ponekad imao osjećaj da je ono što radim zapravo samo film s velikom rikom i bukom... Govorio sam samome sebi: 'Je li to zaista sve što imam u filmu? Jer to mi nije dovoljno'.".

### Nagrade
| Nagrada                           | Kategorija | Nominirani                                                                   | Rezultat   |
| --------------------------------- | --- | ---------------------------------------------------------------------------- | ---------- |
| Oscar                             | Najbolji specijalni efekti | Dennis Muren, Stan Winston, Randal M. Dutra and Michael Lantieri             | Nominacija |
| Saturn                            | Najbolji specijalni efekti | Dennis Muren, Stan Winston, Randal M. Dutra and Michael Lantieri             | Nominacija |
| Saturn                            | Najbolji sporedni glumac | Pete Postlethwaite                                                           | Nominacija |
| Saturn                            | Najbolja mlada glumica | Vanessa Lee Chester                                                          | Nominacija |
| Saturn                            | Najbolji fantastični film |                                                                              | Nominacija |
| Saturn                            | Najbolja DVD kolekcija |                                                                              | Nominacija |
| Saturn                            | Najbolji redatelj | Steven Spielberg                                                             | Nominacija |
| Nagrada Rembrandt                 | Najbolji redatelj | Steven Spielberg                                                             | Pobjeda    |
| Filmska MTV nagrada               | Najbolja akcijska sekvenca |                                                                              | Nominacija |
| Nagrada Satelit                   | Najbolji film |                                                                              | Nominacija |
| Nagrada Image                     | Najbolji mladi glumac/glumica                                                                                                 | Vanessa Lee Chester                                                          | Nominacija |
| Nagrada Grammy                    | Najbolja instrumentalna kompozicija                                                                                           | John Williams                                                                | Nominacija |
| Nagrada Blockbuster Entertainment | Najomiljeniji glumac u znanstveno-fantastičnom filmu                                                                          | Jeff Goldblum                                                                | Nominacija |
| Nagrada Blockbuster Entertainment | Najomiljenija glumica u znanstveno-fantastičnom filmu                                                                         | Julianne Moore                                                               | Nominacija |
| Zlatna malina                     | Najgori nastavak, remake, prequel ili krađa                                                                                   |                                                                              | Nominacija |
| Zlatna malina                     | Najgore bezobzirno zanemarivanje ljudskog života ili javnog vlasništva                                                        |                                                                              | Nominacija |
| Zlatna malina                     | Najgori scenarij | David Koepp, temeljeno na knjizi Izgubljeni svijet autora Michaela Crichtona | Nominacija |
| Nagrada Stinkers za loše filmove  | Najgori scenarij za film koji je u svijetu zaradio više od 100 milijuna dolara koristeći se holivudskom matematičkom formulom | David Koepp, temeljeno na knjizi Izgubljeni svijet autora Michaela Crichtona | Nominacija |
| Nagrada Stinkers za loše filmove  | Najgori nastavak |                                                                              | Nominacija |

## Vanjske poveznice
- Izgubljeni svijet: Jurski park u internetskoj bazi filmova IMDb-a